# Jessica Amlee
Jessica Amlee (née le 17 juillet 1994) est une actrice canadienne. Elle est connue pour avoir joué le rôle de Mallory Wells dans la série télévisée Heartland, au côté d'Amber Marshall.

## Biographie
Jessica Amlee est la petite fille du saxophoniste de jazz P. J. Perry. Elle vit à Maple Ridge avec ses parents et son frère.
L'actrice quitte la série Heartland en 2013 pour poursuivre sa carrière aux États-Unis.

## Filmographie

### Cinéma
- 2002 : Le Peuple des ténèbres : Julia (jeune)
- 2003 : Ma vie sans moi : Penny
- 2004 : P'tits Génies 2 : Greta (jeune)
- 2005 : Barbie et le Cheval magique : Blush (voix)

### Télévision
- 2001 : Mysterious Ways : Les Chemins de l'étrange : Annie Owen
- 2001 : Au-delà du réel : L'aventure continue : Lorelle (jeune)
- 2001 : Dark Angel : Brittany
- 2001 : Smallville : une petite fille
- 2002 : Miracle Pets : Marilyn
- 2002 : Andromeda : une petite fille
- 2002 : En quête de justice : Amber Stern
- 2002 -  2004 : Jeremiah : Rose
- 2003 : La Treizième Dimension : Carrie
- 2003 -  2005 : Dead Zone : Alex
- 2004 : Stargate Atlantis : Cleo
- 2005 : L'Enfer de glace (téléfilm) : Sophie
- 2005 : Panique à Central Park : Mary
- 2006 : Le Messager des ténèbres : Steffi
- 2007 - 2013  : Heartland : Mallory Wells
- 2009 : D'une vie à l'autre (Living Out Loud) : Melissa Marshall
- 2015 : Kidnappée par mon oncle (Kidnapped : The Hannah Anderson Story) : Hannah Anderson
- 2017-2019 : Greenhouse Academy : Jackie Sanders (25 épisodes)